# Georges Cadoudal
Georges Cadoudal (ur. 1 stycznia 1771 w Kerléano-en-Brech koło Auray, zm. 25 czerwca 1804 w Paryżu) – przywódca szuanerii. Stał na jej czele w latach 1800-1803, kiedy to szuanie po raz wtóry zbuntowali się przeciwko Napoleonowi. Zwany przez swych towarzyszy „Gedeonem”.

## Życiorys
Był synem Ludwika Cadoudala. Szkołę podstawową ukończył w Auray i dalszą naukę podjął w kolegium Saint-Yves w Vannes, które opuścił w 1791 roku. Po opuszczeniu kolegium, pracował jako kancelista u notariusza w Auray. Po egzekucji Ludwika XVI w styczniu 1793 roku oraz gdy w wyniku ogłoszenia poboru do wojska, w marcu 1793 roku wybuchło powstanie w Wandei, wstąpił do armii powstańczej, otwarcie występując przeciw Rewolucji. Zaciągnął się do uzbrojonej grupy Szuanów w okolicach swej rodzinnej wioski. Po klęsce jego oddziału, próbującego opanować Auray, w wyniku denuncjacji został ujęty, siłą wcielony do armii republikańskiej i wysłany do walki z wandejskimi powstańcami. Zbiegł z armii republikańskiej aby przyłączyć się do powstańców. Trafił do oddziału Bonchampsa, z którym przeszedł szlak bojowy powstania z 1793 roku. 
Walczył m.in. pod Cholet i Savenay, skąd cudem udało mu się wydostać po całkowitej klęsce armii powstańczej. W początkach 1794 roku rozpoczął, wraz z przyjacielem, Piotrem Mercierem budowanie własnego oddziału powstańczego. Wiosną tego roku poznał siostrę Merciera - Lukrecję, z którą związał się głębokim uczuciem. W czerwcu 1794 roku, w wyniku ponownej denuncjacji wraz z rodzicami, bratem, stryjem i Piotrem Mercierem, został ujęty i uwięziony w Auray, a następnie trafił do twierdzy w Breście. W więzieniu tym zmarła jego matka i stryj. Na początku 1795 roku wraz z Mercierem zbiegł z więzienia w Breście i powrócił do Kerléano. Kontynuował tworzenie swego oddziału, który szybko powiększał się, prowadził walkę partyzancką i z biegiem czasu coraz odważniej występował przeciw patrolom, a później polowym garnizonom republikańskim. Na wiosnę 1795 roku rozpoczęły się pertraktacje rozejmowe pomiędzy Konwentem a powstańcami, podczas których doszło do demonstracyjnego opuszczenia obrad przez Cadoudala, Saint-Régenta i Guillemota. W czerwcu tegoż roku dokonano desantu sił emigrantów rojalistowskich z Anglii, na półwyspie Quiberon, połączenia się tych sił z powstańcami bretońskimi i wspólnego marszu na Rennes. 
W wyniku walk armia powstańcza poniosła klęskę i ostatecznie została pokonana w lipcu 1795 roku. Wyjątkowe zasługi i niezwykły talent militarny Cadoudala, jaki objawił on w czasie tych walk doprowadziły do powierzenia mu przez zebranych w zamku Grandchamps dowódców rojalistowskich Morbihan, 21 sierpnia 1795 roku, stanowiska szefa sztabu głównego armii powstańczej. W październiku 1795 roku, w wieku 24 lat został jedną z najważniejszych postaci powstania. 26 października 1795 roku powstał Dyrektoriat. Nowa władza początkowo zajęła się umacnianiem swych struktur, co siłą rzeczy spowodowało, iż w kraju zapanował względny spokój. Cadoudal wykorzystał ten okres na odpoczynek, doszkolenie i dozbrojenie swych oddziałów. W tym także czasie doszedł do wniosku, iż jedyna droga do osiągnięcia ostatecznego celu, jakim miała być restauracja monarchii, prowadzi poprzez zjednoczenie wszystkich sił powstańczych pod jednym dowództwem księcia królewskiej krwi, wywodzącego się z rodziny Burbonów. Osobą najlepiej odpowiadającą planom Cadoudala był, przebywający na emigracji w Anglii, Karol hrabia d’Artois. Przyjęto jednak inny plan, a sam d’Artois i Ludwik XVIII zalecili swym poddanym chwilowe wstrzymanie działań wojennych, widząc szansę przywrócenia monarchii w wyborach do izb parlamentarnych. 
Wybory odbyły się w marcu i kwietniu 1797 roku i w ich wyniku rojaliści odnieśli zdecydowane zwycięstwo. W odpowiedzi na to Dyrektoriat dokonał wojskowego zamach stanu, gwałcąc obowiązującą konstytucję. Efektem zamachu stanu były nasilające się antyszuańskie represje, co było jedna z przyczyn wyjazdu Cadoudala do Anglii. W czasie pobytu w Londynie otrzymał awans generalski oraz najwyższe burbońskie odznaczenie - kawalerski Order Świętego Ludwika. Powrócił do Bretanii w czerwcu 1798 roku. Zajął się reorganizacją, szkoleniem i uzbrojeniem swej armii. Sformował oddział kawalerii, kompanię artylerii i służby sanitarne. Podzielił kontrolowny przez siebie obszar na dziewięć okręgów. W wyniku tych działań do połowy 1799 roku przygotował swą armię do ponownego wystąpienia przeciwko Rewolucji. 14 września 1799 roku na wielkim spotkaniu dowódców szuanerii zebrano się, aby podjąć decyzję. Przegłosowano wybuch wielkiego powstania, które rozpoczęło się 15 października 1799 roku, poprzedzone wysłaniem do Paryża ultimatum. W ciągu trzech tygodni powstanie objęło całą Bretanię.
9-10 listopada 1799 roku w Paryżu nastąpił kolejny zamach stanu. Napoleon Bonaparte obalił Dyrektoriat, wprowadzając Konsulat, stając na jego czele jako Pierwszy Konsul Republiki. Cadoudal zaangażował się wtedy w plan porwania Pierwszego Konsula. Plany spiskowców zostały jednak ujawnione dzięki aresztowaniom i przesłuchaniom uczestników, lecz także nieostrożności przywódców. 
Ujęty w 1804 roku, po procesie, 10 czerwca skazany na śmierć i 25 czerwca tegoż roku zgilotynowany wraz z 11 towarzyszami. Egzekucja odbyła się na placu Grève w Paryżu.